# 米利暗二世
米利暗二世，又名克利奧帕特拉，是猶太馬加比王朝的後人，大希律王的第三任夫人，在米利暗一世被大希律王所殺之後的公元前23年被迎娶，在位至前5年。她的父親是大祭司西緬·布魯斯。